# Anders Björkelid
Anders Vilhelm Björkelid, född 25 juni 1972 i Älvdalen i Dalarna, är en svensk författare och lärare. Han har skrivit fantasyserien Berättelsen om Blodet och barnböckerna om Herbert, liksom även manus till tecknade serier och rollspel.

## Biografi
Björkelid växte upp i Älvdalen, och båda föräldrarna var lärare.
Han är sedan 1992 bosatt i Uppsala, med sin hustru och barn, och arbetar som gymnasielärare på Rosendalsgymnasiet. 

### Författarskap
Björkelid har en lång bakgrund som skapare till olika rollspel. Dessa inkluderar den tre delar långa Upsala-sviten, namngiven efter hans bostadsort.
2005 debuterade Björkelid som barnkboksförfattare, via bilderboken Herbert & tidsmaskinen. Historien om sexårige tidsresenären Herbert följde två år senare upp med Chokladjakten. Där den första historien tog sin utgångspunkt i en söderslagen glödlampa, handlade andra boken om en jakt på drickchoklad. I båda böckerna kompletteras själva berättelsen med ett appendix med fakta om ämnena.
2009 kom Ondvinter, en fantasyroman för ungdomar som inledde en ny bokserie i fyra delar med serietiteln Berättelsen om Blodet. Boken har som centrum ett par tvillingar som bor på en gård i bergen med deras far. Därefter följde böckerna Eldbärare, Förbundsbryterskan och Frostskymning.
Björkelid har även arbetat med tecknade serier. 2007 publicerades dagsstrippserien Anna & Blomsterkunden i Uppsalatidningen, med teckningar av illustratören och serieskaparen Jonas Andersson (som även bidragit med illustrationer till många av Björkelids böcker). 2013 skrev Björkelid manus till seriealbumet Fylgia, där Anderson och Daniel Thollin delade på tecknaransvaret.

### Rollspel och interaktivt berättande
Björkelid har medverkat i amatörtidskriften NisseNytt, omkring rollspel och interaktivt lärande.